# Lista odcinków serialu Nie ma to jak hotel
W artykule znajduje się opis odcinków serialu Nie ma to jak hotel, emitowanego w Polsce na kanale Disney Channel, TVP2 i Jetix / Disney XD.

## Przegląd sezonów
| Sezon | Sezon | Liczba odcinków | Pierwsza emisja (Disney Channel) | Pierwsza emisja (Disney Channel) | Pierwsza emisja (Disney Channel, TVP2) | Pierwsza emisja (Disney Channel, TVP2) | Pierwsza emisja (Disney Channel, TVP2) |
| Sezon | Sezon | Liczba odcinków | Premiera                         | Finał                            | Premiera                               | Finał                                  |                                        |
| ----- | ----- | --------------- | -------------------------------- | -------------------------------- | -------------------------------------- | -------------------------------------- | -------------------------------------- |
|       | 1     | 26              | 18 marca 2005                    | 27 stycznia 2006                 | 2 grudnia 2006                         | 20 listopada 2008                      |                                        |
|       | 2     | 39              | 3 lutego 2006                    | 2 czerwca 2007                   | 17 grudnia 2007                        | 24 stycznia 2008                       |                                        |
|       | 3     | 22              | 23 czerwca 2007                  | 1 września 2008                  | 31 maja 2008                           | 16 stycznia 2009                       |                                        |

## Seria 1: 2005−2006
| #  | Tytuł                         | Reżyseria           | Scenariusz                           | Data premiery w USA (Disney Channel) | Data premiery w Polsce                                                                                 |
| -- | ----------------------------- | ------------------- | ------------------------------------ | ------------------------------------ | --- |
| 1  | Hotel Hangout                 | Rich Correll        | Jeny Quine                           | 18 marca 2005                        | 2 grudnia 2006 (Disney Channel) 7 października 2008 (TVP2) 11 stycznia 2009 (Jetix)                    |
| 2  | The Fairest of Them All       | Rich Correll        | Valerie Ahern, Christian McLaughlin  | 18 marca 2005                        | 3 grudnia 2006 (Disney Channel) 8 października 2008 (TVP2) 18 stycznia 2009 (Jetix)                    |
| 3  | Maddie Checks In              | Rich Correll        | Danny Kallis, Jim Geoghan            | 25 marca 2005                        | 4 grudnia 2006 (Disney Channel) 9 października 2008 (TVP2) 17 stycznia 2009 (Jetix)                    |
| 4  | Hotel Inspector               | Henry Chan          | Marc Flanagan                        | 1 kwietnia 2005                      | 5 grudnia 2006 (Disney Channel) 14 października 2008 (TVP2) 31 stycznia 2009 (Jetix)                   |
| 5  | Grounded on the 23rd Floor    | Lee Shallat-Chemel  | Danny Kallis, Jim Geoghan            | 8 kwietnia 2005                      | 6 grudnia 2006 (Disney Channel) 15 października 2008 (TVP2) 10 stycznia 2009 (Jetix)                   |
| 6  | The Prince & The Plunger      | Andrew Tsao         | Adam Lapidus                         | 15 kwietnia 2005                     | 7 grudnia 2006 (Disney Channel) 21 października 2008 (TVP2) 25 stycznia 2009 (Jetix)                   |
| 7  | Footloser                     | Rich Correll        | Bill Freiberger                      | 22 kwietnia 2005                     | 8 grudnia 2006 (Disney Channel) 22 października 2008 (TVP2) 24 stycznia 2009 (Jetix)                   |
| 8  | A Prom Story                  | Jim Drake           | Jeny Quine                           | 6 maja 2005                          | 9 grudnia 2006 (Disney Channel) 23 października 2008 (TVP2) 8 lutego 2009 (Jetix)                      |
| 9  | Band in Boston                | Rich Correll        | Billy Riback                         | 20 maja 2005                         | 10 grudnia 2006 (Disney Channel) 28 października 2008 (TVP2) 14 lutego 2009 (Jetix)                    |
| 10 | Cody Goes to Camp             | Rich Correll        | Jim Geoghan                          | 6 czerwca 2005                       | 11 grudnia 2006 (Disney Channel) 29 października 2008 (TVP2) 15 lutego 2009 (Jetix)                    |
| 11 | To Catch a Thief              | Jeff McCracken      | Ross Brown                           | 18 czerwca 2005                      | 12 grudnia 2006 (Disney Channel) 30 października 2008 (TVP2) 1 lutego 2009 (Jetix)                     |
| 12 | It’s a Mad, Mad, Mad Hotel    | Lex Passaris        | Howard Nemetz                        | 17 lipca 2005                        | 13 grudnia 2006 (Disney Channel) 4 listopada 2008 (TVP2) 21 lutego 2009 (Jetix)                        |
| 13 | Poor Little Rich Girl         | Dana deVally Piazza | Lloyd Garver                         | 22 lipca 2005                        | 14 grudnia 2006 (Disney Channel) 5 listopada 2008 (TVP2) 7 lutego 2009 (Jetix)                         |
| 14 | Cookin’ with Romeo and Juliet | Jim Drake           | Jeny Quine, Adam Lapidus             | 22 lipca 2005                        | 15 grudnia 2006 (Disney Channel) 6 listopada 2008 (TVP2) 22 lutego 2009 (Jetix)                        |
| 15 | Rumors                        | Rich Correll        | Bernadette Luckett                   | 14 sierpnia 2005                     | 16 grudnia 2006 (Disney Channel) 12 listopada 2008 (TVP2) 28 lutego 2009 (Jetix)                       |
| 16 | Big Hair & Baseball           | Rich Correll        | Pamela Eells O’Connell               | 28 sierpnia 2005                     | 17 grudnia 2006 (Disney Channel) 13 listopada 2008 (TVP2) 1 marca 2009 (Jetix)                         |
| 17 | Rock Star in the House        | Kelly Sandefur      | Jeny Quine, Howard Nemetz            | 18 września 2005                     | 18 grudnia 2006 (Disney Channel) 18 listopada 2008 (TVP2) 21 marca 2009 (Jetix)                        |
| 18 | Smart & Smarterer             | Rich Correll        | Danny Kallis, Adam Lapidus           | 10 października 2005                 | 26 grudnia 2006 (Disney Channel) 19 listopada 2008 (TVP2) 12 kwietnia 2009 (Jetix)                     |
| 19 | The Ghost of Suite 613        | Rich Correll        | Danny Kallis, Jim Geoghan            | 14 października 2005                 | 20 listopada 2008 (TVP2) 5 marca 2010 (DVD) 20 marca 2010 (Disney Channel) 28 czerwca 2010 (Disney XD) |
| 20 | Dad’s Back                    | Rich Correll        | Jim Geoghan                          | 26 listopada 2005                    | 20 grudnia 2006 (Disney Channel) 25 listopada 2008 (TVP2) 8 marca 2009 (Jetix)                         |
| 21 | Christmas at the Tipton       | Danny Kallis        | Danny Kallis, Jim Geoghan            | 10 grudnia 2005                      | 21 grudnia 2006 (Disney Channel) 26 listopada 2008 (TVP2) 11 kwietnia 2009 (Jetix)                     |
| 22 | Kisses & Basketball           | Lex Passaris        | Danny Kallis, Jim Geoghan            | 1 stycznia 2006                      | 22 grudnia 2006 (Disney Channel) 2 grudnia 2008 (TVP2) 14 marca 2009 (Jetix)                           |
| 23 | Pilot Your Own Life           | Lee Shallat-Chemel  | Danny Kallis                         | 6 stycznia 2006                      | 23 grudnia 2006 (Disney Channel) 3 grudnia 2008 (TVP2) 7 marca 2009 (Jetix)                            |
| 24 | Crushed                       | Rich Correll        | Pamela Eells O’Connell, Adam Lapidus | 13 stycznia 2006                     | 24 grudnia 2006 (Disney Channel) 4 grudnia 2008 (TVP2) 15 marca 2009 (Jetix)                           |
| 25 | Commercial Breaks             | Rich Correll        | Danny Kallis                         | 20 stycznia 2006                     | 25 grudnia 2006 (Disney Channel) 9 grudnia 2008 (TVP2) 12 kwietnia 2009 (Jetix)                        |
| 26 | Boston Holiday                | Lex Passaris        | Pamela Eells O’Connell               | 27 stycznia 2006                     | 26 grudnia 2006 (Disney Channel) 10 grudnia 2008 (TVP2) 11 kwietnia 2009 (Jetix)                       |

## Seria 2: 2006–2007
| 27 | Odd Couples                            | Niedobrana para                       | 17 grudnia 2007                                   | 19 września 2009                                  |
| 28 | French 101                             | Francuski na 101                      | 18 grudnia 2007                                   | 19 września 2009                                  |
| 29 | Day Care                               | Nieznośne przedszkole                 | 19 grudnia 2007                                   | 26 września 2009                                  |
| 30 | Heck's Kitchen                         | Cody kucharzem                        | 20 grudnia 2007                                   | listopad 2009                                     |
| 31 | Free Tippy                             | Uwolnić Tippy’ego                     | 21 grudnia 2007                                   | 3 października 2009                               |
| 32 | Forever Plaid                          | Dziura w ścianie                      | 22 grudnia 2007                                   | 7 października 2009                               |
| 33 | Election                               | Wybory                                | 23 grudnia 2007                                   | 10 października 2009                              |
| 34 | Moseby's Big Brother                   | Wielki Brat Moseby’ego                | 24 grudnia 2007                                   | 11 października 2009                              |
| 35 | Books & Birdhouses                     | Książki i karmniki dla ptaków         | 25 grudnia 2007                                   | 17 października 2009                              |
| 36 | Not So Suite 16                        | Niezbyt słodka szesnastka             | 26 grudnia 2007                                   | 18 października 2009                              |
| 37 | Twins at the Tipton                    | Bliźniaki w hotelu                    | 27 grudnia 2007                                   | 24 października 2009                              |
| 38 | Neither a Borrower nor a Speller Bee   | Ani pożyczający, ani przeliterowujący | 28 grudnia 2007                                   | 25 października 2009                              |
| 39 | Bowling                                | Kręgle                                | 29 grudnia 2007                                   | 5 grudnia 2009                                    |
| 40 | A Kept Man                             | Bogaty chłopiec                       | 30 grudnia 2007                                   | 12 grudnia 2009                                   |
| 41 | The Suite Smell of Excess              | Hotelowy zapach w nadmiarze           | 31 grudnia 2007                                   | 19 grudnia 2009                                   |
| 42 | Going for the Gold                     | Wyścig po złoto                       | 1 stycznia 2008                                   | 26 grudnia 2009                                   |
| 43 | Boston Tea Party                       | Herbatka Bostońska                    | 2 stycznia 2008                                   | 6 lutego 2010                                     |
| 44 | Have a Nice Trip                       | Miłej wycieczki                       | 3 stycznia 2008                                   | 13 lutego 2010                                    |
| 45 | Ask Zack                               | Zapytaj Zacka                         | 4 stycznia 2008                                   | 20 lutego 2010                                    |
| 46 | That’s So Suite Life of Hannah Montana | Nie ma to jak świat Hannah Montany    | 5 stycznia 2008                                   | 27 lutego 2010                                    |
| Odcinek jest drugą częścią trzyodcinkowego crossoveru Nie ma to jak świat Hanny Montany, pomiędzy serialami Świat Raven (część 1: sezon 4, odcinek 11) oraz Hannah Montana (część 3: sezon 1, odcinek 12). |                                        |                                       |                                                   |                                                   |
| 47 | What the Hey?                          | Wagary                                | 6 stycznia 2008                                   | 6 marca 2010                                      |
| 48 | A Middsummer's Nightmare               | Koszmar nocy letniej                  | 7 stycznia 2008                                   | 13 marca 2010                                     |
| 49 | Lost in Translation                    | Japonka w Bostonie                    | 8 stycznia 2008                                   | 20 marca 2010                                     |
| 50 | Volley Dad                             | Nowy chłopak Carey                    | 9 stycznia 2008                                   | 27 marca 2010                                     |
| 51 | Loosely Ballroom                       | Konkurs tańca                         | 10 stycznia 2008                                  | 1 kwietnia 2010                                   |
| 52 | Scary Movie                            | Straszny film                         | 11 stycznia 2008                                  | 6 czerwca 2010                                    |
| 53 | Ah! Wilderness!                        | Piękno puszczy                        | 12 stycznia 2008                                  | 12 czerwca 2010                                   |
| 54 | Birdman of Boston                      | Człowiek ptak z Bostonu               | 13 stycznia 2008                                  | 4 czerwca 2010                                    |
| 55 | Nurse Zack                             | Pielęgniarz Zack                      | 14 stycznia 2008                                  | 19 czerwca 2010                                   |
| 56 | Club Twin                              | Klub u Bliźniaków                     | 15 stycznia 2008                                  | 20 czerwca 2010                                   |
| 57 | Risk It All!                           | Zaryzykuj Wszystko!                   | 16 stycznia 2008                                  | 4 września 2010                                   |
| 58 | Nugget of History                      | Trochę historii                       | 17 stycznia 2008                                  | 5 września 2010                                   |
| 59 | Miniature Golf                         | Minigolf                              | 18 stycznia 2008                                  | 11 września 2010                                  |
| 60 | Health & Fitness                       | Zdrowie i uroda                       | 19 stycznia 2008                                  | 12 września 2010                                  |
| 61 | Back In The Game                       | Powrót do gry                         | 20 stycznia 2008                                  | 18 września 2010                                  |
| 62-63 | The Suite Life Goes Hollywood          | Nie ma to jak hotel w Hollywood       | 21 stycznia 2008 (cz. 1) 22 stycznia 2008 (cz. 2) | 19 września 2010 (cz. 1) 25 września 2010 (cz. 2) |
| 64 | I Want My Mummy                        | Chcę moją mumię                       | 23 stycznia 2008                                  | 25 września 2010                                  |
| 65 | Aptitude                               | Test zdolności zawodowych             | 24 stycznia 2008                                  | 26 września 2010                                  |

## Seria 3: 2007–2008
| #  | Tytuł                     | Premiera na Disney Channel | Premiera na Disney XD |
| -- | ------------------------- | -------------------------- | --------------------- |
| 66 | Graduation                | 31 maja 2008               | 9 października 2010   |
| 67 | Summer of Our Discontent  | 1 czerwca 2008             | 2 października 2010   |
| 68 | Sink or Swim              | 7 czerwca 2008             | 23 października 2010  |
| 69 | Who’s the Boss?           | 14 czerwca 2008            | 3 października 2010   |
| 70 | Super Twins               | 8 czerwca 2008             | 30 października 2010  |
| 71 | Baggage                   | 15 czerwca 2008            | 16 października 2010  |
| 72 | Sleepover Suite           | 21 czerwca 2008            | 6 listopada 2010      |
| 73 | Arwin That Came to Dinner | 22 czerwca 2008            | 13 listopada 2010     |
| 74 | Of Clock and Contracts    | 5 lipca 2008               | 20 listopada 2010     |
| 75 | First Day of High School  | 29 czerwca 2008            | 27 listopada 2010     |
| 76 | Orchestra                 | 13 lipca 2008              | 4 grudnia 2010        |
| 77 | Team Tipton               | 12 lipca 2008              | 4 grudnia 2010        |
| 78 | Arwinstein                | 6 lipca 2008               | 24 grudnia 2010       |
| 79 | A Tale of Two Houses      | 19 lipca 2008              | 6 lutego 2011         |
| 80 | Tiptonline                | 20 lipca 2008              | 13 lutego 2011        |
| 81 | Benchwarmers              | 2 sierpnia 2008            | 20 lutego 2011        |
| 82 | Romancing the Phone       | 27 lipca 2008              | 26 lutego 2011        |
| 83 | Lip Synchin' in the Rain  | 28 czerwca 2008            | 5 marca 2011          |
| 84 | Foiled Again              | 26 lipca 2008              | 12 marca 2011         |
| 85 | Doin' Time in Suite 2330  | 3 sierpnia 2008            | 19 marca 2011         |
| 86 | Mr. Tipton Comes to Visit | 15 października 2008       | 20 marca 2011         |
| 87 | Let Us Entertain You      | 16 stycznia 2009           | 23 marca 2011         |